# Перекопское сельское поселение
Переко́пское се́льское поселе́ние — муниципальное образование в составе Клетского района Волгоградской области.
Административный центр — хутор Перекопка.

## История
Перекопское сельское поселение образовано 14 февраля 2005 года в соответствии с Законом Волгоградской области № 1003-ОД.

## Население
| 2010  | 2012  | 2013  | 2014  | 2015  | 2016  | 2017  |
| ----- | ----- | ----- | ----- | ----- | ----- | ----- |
| 1234  | ↗1249 | ↗1262 | ↗1270 | ↗1280 | ↗1285 | ↘1276 |
| 2018  | 2019  | 2020  | 2021  |       |       |       |
| →1276 | ↘1274 | ↘1247 | ↗1252 |       |       |       |

## Состав сельского поселения
| № | Населённый пункт | Тип населённого пункта        | Население |
| - | ---------------- | ----------------------------- | --------- |
| 1 | Логовский        | хутор                         | 220       |
| 2 | Орехов           | хутор                         | 150       |
| 3 | Перекопка        | хутор, административный центр | 853       |
| 4 | Платонов         | хутор                         | 11        |